# 1957 în științifico-fantastic
- 1956 în științifico-fantastic — 1957 în științifico-fantastic — 1958 în științifico-fantastic

1957 în științifico-fantastic a implicat o serie de evenimente:

## Nașteri și decese

### Nașteri
- Roger MacBride Allen
- Sorin Antohi
- John Barnes
- Stephen Baxter
- Michael H. Buchholz (d. 2017)
- Ovidiu Bufnilă
- Candas Jane Dorsey
- Jean-Claude Dunyach
- John M. Ford († 2006)
- Celia S. Friedman
- Richard Kadrey
- Rolf von Manowski
- John Meaney
- Christopher Moore
- Jeff Noon
- Frank Quilitzsch
- Frank Schätzing
- Michael A. Stackpole
- Tad Williams
- Dave Wolverton

### Decese
- Ray Cummings (n. 1887)
- Rudolf H. Daumann (n. 1896)
- Alfred Döblin (n. 1878)
- Karl Figdor (n. 1881)
- Milo Hastings (n. 1884)
- Karel Hloucha (n. 1880)
- Niels Meyn (n. 1891)
- Alexander Moritz Frey (n. 1881)
- Laurenz Kiesgen (n. 1869)
- Leo Perutz (n. 1884)
- Emil Pirchan (n. 1884)

## Cărți

### Romane
- Citizen of the Galaxy de Robert A. Heinlein
- Imperiul atomului de A. E. van Vogt
- Imperiul Marelui Judecător de A. E. van Vogt
- Marele joc al timpului de Fritz Leiber
- Mașina eternității de Mark Clifton și Frank Riley
- Nebuloasa din Andromeda de Ivan Efremov
- Niourk de Stefan Wul
- Soarele gol de Isaac Asimov

### Colecții de povestiri
- Colonial Survey de Murray Leinster
- Dzienniki gwiazdowe (română Jurnalele stelelorsau Jurnalele astrale - continuată până în 1971) - de Stanisław Lem
- Earthman's Burden de Poul Anderson și Gordon R. Dickson
- Pilgrimage to Earth de Robert Sheckley
- SF '57: The Year's Greatest Science Fiction and Fantasy antologie de Judith Merril
- The Seedling Stars de James Blish
- The Survivor and Others de August Derleth
- Tales from the White Hart de Arthur C. Clarke

### Povestiri
- „Printre tâlhari”  de Poul Anderson
- „Taina prințului Semempsis”  de Radu Nor și I. M. Ștefan,  în CPSF, nr. 55

## Filme
| Titlu                                 | Regizor                        | Distribuție                                                | Țara                                                  | Sub-Gen /Note |
| ------------------------------------- | ------------------------------ | ---------------------------------------------------------- | ----------------------------------------------------- | ------------- |
| The Amazing Colossal Man              | Bert I. Gordon                 | Glenn Langan, Cathy Downs, William Hudson                  | Statele Unite ale Americii                            |               |
| The Astounding She-Monster            | Ronnie Ashcroft                | Jeanne Tatum, Ewing Brown, Robert Clarke                   | Statele Unite ale Americii                            |               |
| Attack of the Crab Monsters           | Roger Corman                   | Richard Garland, Pamela Duncan, Russell Johnson            | Statele Unite ale Americii                            |               |
| Beginning of the End                  | Bert I. Gordon                 | Peter Graves, Peggie Castle, Morris Ankrum                 | Statele Unite ale Americii                            |               |
| The Black Scorpion                    | Edward Ludwig                  | Richard Denning, Mara Corday, Carlos Rivas                 | Statele Unite ale Americii                            |               |
| The Brain from Planet Arous           | Nathan H. Juran                | John Agar, Joyce Meadows, Robert Fuller                    | Statele Unite ale Americii                            | [ 2 ]         |
| The Cyclops                           | Bert I. Gordon                 | James Craig, Gloria Talbott, Lon Chaney, Jr.               | Statele Unite ale Americii                            |               |
| The Deadly Mantis                     | Nathan H. Juran                | Craig Stevens, William Hopper, Alix Talton                 | Statele Unite ale Americii                            |               |
| From Hell It Came                     | Dan Milner                     | Tod Andrews, Tina Carver, Linda Watkins                    | Statele Unite ale Americii                            |               |
| The Giant Claw                        | Fred Sears                     | Jeff Morrow, Mara Corday, Morris Ankrum                    | Statele Unite ale Americii                            |               |
| Half Human                            | Ishirō Honda, Kenneth G. Crane | John Carradine, Morris Ankrum                              | Japonia · Statele Unite ale Americii                  |               |
| The Incredible Shrinking Man          | Jack Arnold                    | Grant Williams, Randy Stuart, April Kent                   | Statele Unite ale Americii                            | [ 3 ]         |
| Invasion of the Saucer Men            | Edward L. Cahn                 | Steve Terrell, Gloria Castillo, Frank Gorshin, Lyn Osborne | Statele Unite ale Americii                            |               |
| The Invisible Boy                     | Herman Hoffman                 | Richard Eyer, Philip Abbott, Diane Brewster                | Statele Unite ale Americii                            |               |
| Kronos                                | Kurt Neumann                   | Jeff Morrow, Barbara Lawrence, John Emery, George O'Hanlon | Statele Unite ale Americii                            |               |
| The Land Unknown                      | Virgil Vogel                   | Jock Mahoney, Shawn Smith, William Reynolds                | Statele Unite ale Americii                            |               |
| The Monolith Monsters                 | John Sherwood                  | Grant Williams, Lola Albright, Les Tremayne                | Statele Unite ale Americii                            |               |
| Monster from Green Hell               | Kenneth G. Crane               | Jim Davis                                                  | Statele Unite ale Americii                            |               |
| The Monster That Challenged the World | Arnold Laven                   | Tim Holt, Audrey Dalton, Hans Conried                      | Statele Unite ale Americii                            |               |
| The Mysterians                        | Ishirō Honda                   | Kenji Sahara, Yumi Shirakawa, Momoko Kochi                 | Japonia                                               |               |
| The Night the World Exploded          | Fred Sears                     | Kathryn Grant, William Leslie, Tristram Coffin             | Statele Unite ale Americii                            |               |
| Not of This Earth                     | Roger Corman                   | Paul Birch, Beverly Garland, Morgan Jones                  | Statele Unite ale Americii                            |               |
| Quatermass 2                          | Val Guest                      | Brian Donlevy, John Longden, Sid James                     | Regatul Unit al Marii Britanii și al Irlandei de Nord | [ 4 ]         |
| She Devil                             | Kurt Neumann                   | Albert Dekker, Jack Kelly, Mari Blanchard                  | Statele Unite ale Americii                            |               |
| The Strange World of Planet X         | Gilbert Gunn                   | Forrest Tucker, Gaby Andre, Martin Benson                  | Regatul Unit al Marii Britanii și al Irlandei de Nord | [ 5 ]         |
| 20 Million Miles to Earth             | Nathan H. Juran                | William Hopper, Joan Taylor, Frank Puglia, John Zaremba    | Statele Unite ale Americii                            |               |
| The 27th Day                          | William Asher                  | Gene Barry, Valerie French, George Voskovec                | Statele Unite ale Americii                            |               |
| The Unearthly                         | Brooke Peters                  | John Carradine, Myron Healey, Allison Hayes                | Statele Unite ale Americii                            |               |
| The Unknown Terror                    | Charles Marquis Warren         | John Howard, Mala Powers, Paul E. Richards, May Wynn       | Statele Unite ale Americii                            |               |
|                                       |                                |                                                            |                                                       |               |

## Premii
- Premiul Hugo pentru cel mai bun roman - nu s-a acordat